# Meisterschwanden
Meisterschwanden is een gemeente en plaats in het Zwitserse kanton Aargau en maakt deel uit van het district Lenzburg.
Meisterschwanden telt 2.715 inwoners.